# Beilschmiedia caloneura
Beilschmiedia caloneura är en lagerväxtart som beskrevs av Rudolph Herman Scheffer. Beilschmiedia caloneura ingår i släktet Beilschmiedia och familjen lagerväxter. Inga underarter finns listade i Catalogue of Life.